# Districtul Phanom
Phanom (în thailandeză พนม) este un district (Amphoe) din provincia Surat Thani, Thailanda, cu o populație de 33.513 locuitori și o suprafață de 707,6 km².

## Componență
Districtul este subdivizat în 6 subdistricte (tambon), care sunt subdivizate în 56 de sate (muban).
| Nr. | Nume          | În thailandeză | Sate | Locuitori |
| --- | ------------- | -------------- | ---- | --------- |
| 1.  | Phanom        | พนม            | 13   | 6,134     |
| 2.  | Ton Yuan      | ต้นยวน          | 12   | 8,255     |
| 3.  | Khlong Sok    | คลองศก         | 8    | 5,564     |
| 4.  | Phlu Thuean   | พลูเถื่อน         | 5    | 2,247     |
| 5.  | Phang Kan     | พังกาญจน์        | 5    | 2,530     |
| 6.  | Khlong Cha-un | คลองชะอุ่น       | 13   | 8,783     |

|| 
|}